# 速報!スポーツCUBE
『速報!スポーツCUBE』（そくほう すぽーつきゅーぶ）は2000年4月2日（1日深夜）から2001年4月1日（3月31日深夜）にテレビ朝日系列で放送された土曜日のスポーツニュース番組である。

## 概要
それまでテレビ朝日では土曜日23・翌0時台に報道ワイド番組（『検証ドキュメンタリー ザ・スクープ』）を編成していたが、その枠が『土曜ナイトドラマ』を編成するため撤退となったこと、また土曜日夕方のスポーツニュース枠『長島三奈の熱闘!スポーツM18』も終了したことを受けて、夕方に移る『ザ・スクープ』との枠交換という形で土曜深夜にスポーツを専門に扱うワイド番組を企画した。
なお、深夜の最終版ニュースは本番組には内包されず、この番組の後に『ANNニュース』が別番組として編成されていたが、本番組終了後スポーツニュースと統合され、『ANNニュース&スポーツ』にリニューアルされた。

## 出演者
- メインキャスター：栗山英樹、徳永有美（当時テレビ朝日アナウンサー）
- サブキャスター：川島淳
- Jリーグレポーター：萩野志保子（※テロップでは何故か「はぎのしほこ」と記載）